# Кантагрило-Казалгвиди (Пистоја)
Кантагрило-Казалгвиди је насеље у Италији у округу Пистоја, региону Тоскана.
Према процени из 2011. у насељу је живело 6532 становника. Насеље се налази на надморској висини од 76 м.